# Турбат (река)
Турба́т (укр. Турбат; в верховье — Турбатский, укр. Турбатський) — река в Украинских Карпатах, в Тячевском районе Закарпатской области. Левый приток Брустуранки (бассейн Тисы).

## Описание
Длина реки 19 км, площадь водосборного бассейна 101 км². Уклон реки 39 м/км. Река типично горная. Долина залесена (кроме верховьев), узкая и глубокая. Русло слабоизвилистое.

## Расположение
Берёт начало в котловине между горами Унгаряска, Трояска и Татарука. Верховья расположены в массиве Свидовец, среднее и нижнее течение реки составляет границу между Свидовцем и Внутренними Горганами. Турбат течёт сначала на северо-запад, затем поворачивает на северо-восток, далее — снова на северо-запад. Северо-восточнее села Лопухова сливается с рекой Беретянкой, давая начало Брустуранке, которая является главным истоком Тересвы.

## Притоки
Глади, Турбацил (правые); Долгое, Окульский (левые).

## Интересные факты
- В прошлом вдоль реки (почти до её верховьев) проходила одна из веток узкоколейной железной дороги Тересва — Усть-Чорна[укр.]. Ветка имела два ответвления — вдоль притока Турбацил и вдоль притока Гладин.